# Fontana del Garraffo
La fontana del Garraffo è una fontana barocca del 1698, era il centro della piazza del Mercato della Vucciria, a Palermo. Il suo nome significa "abbondante d'acqua" e deriva dall'arabo gharraf.
Da non confondere con la fontana del Garraffello, presente ancora alla Vucciria.

## Descrizione e storia
L'opera venne scolpita dallo scultore Gioacchino Vitagliano nel 1698 su progetto di Paolo Amato.
La struttura marmorea è composta da una vasca contenente un'elevazione piramidale culminante con la figura di una dea dell'abbondanza che sormonta un'aquila in lotta contro un'idra.
Lungo i fianchi della pila centrale sono adagiati i corpi di delfini orientati nelle quattro direzioni i quali sostengono con il capo e sospendono per la coda altrettante vasche a forma di conchiglia. Il gioco d'acqua prende avvio dalle bocche dell'idra, elemento che si riversa nel primo ordine di conche e defluisce nella teoria sottostante. Il ciclo si conclude attraverso le bocche dei quattro tursiopi alimentando la vasca il cui perimetro esterno ha la forma di un quadrato, con lobi mediani in corrispondenza dei getti provenienti dalle sculture, e angoli smussati. L'installazione poggia su un basamento elevato su tre gradini centrato su una piattaforma marmorea mistilinea.
Inizialmente il fonte monumentale era posto di fronte al Genio del Garraffo alla Vucciria, in piazza del Garraffo. Nel 1862 fu spostata presso piazza Marina.

## Galleria d'immagini

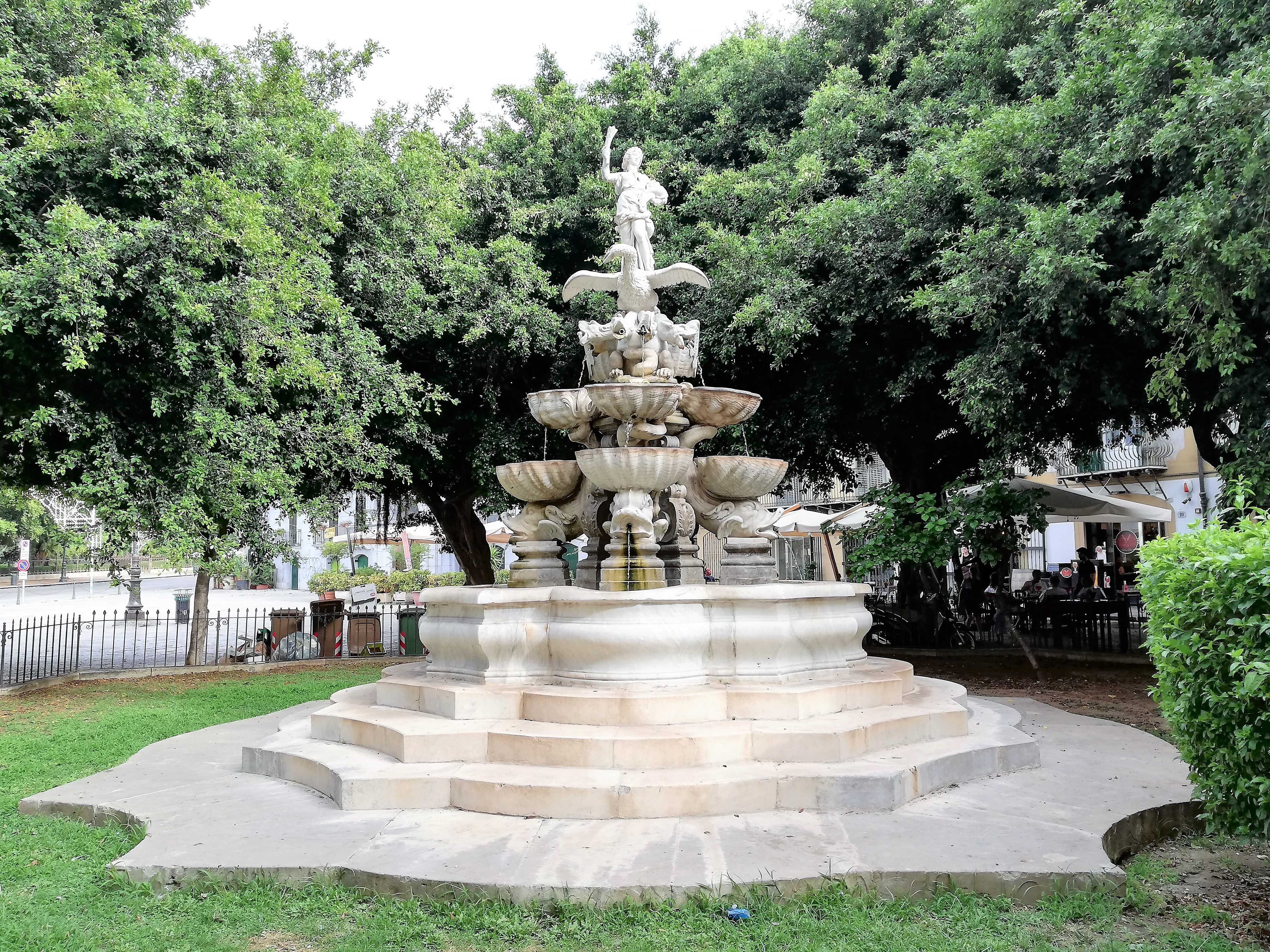
Anno 2019
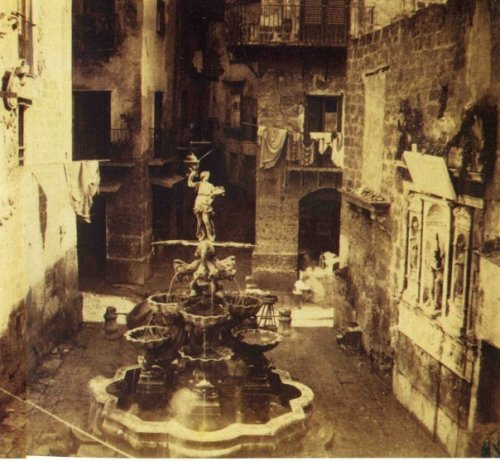
La fontana del Garraffo in una fotografia del 1858, quando era in piazza del Garraffo. (Sulla destra il Genio del Garraffo)
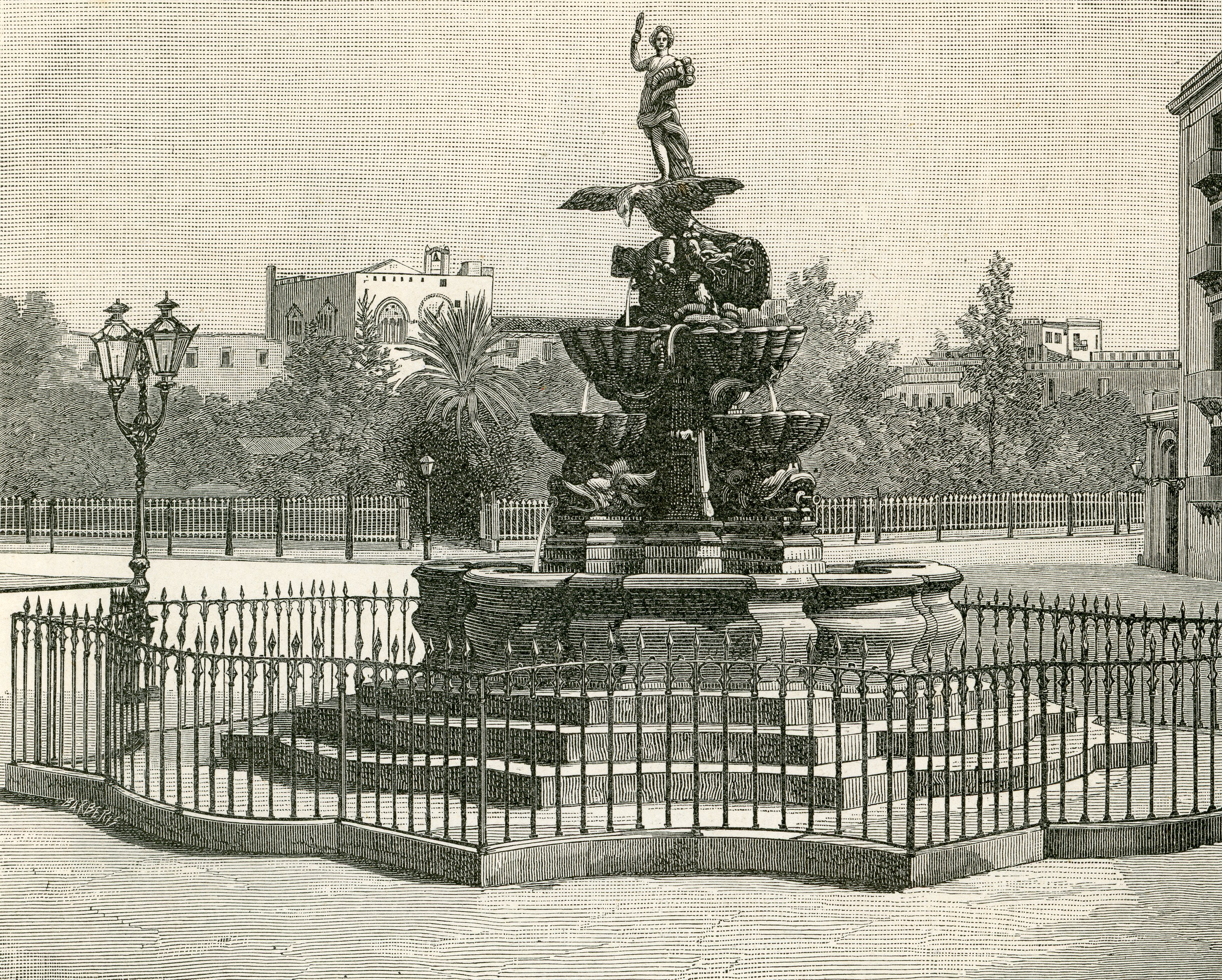
Xilografia 1890c.
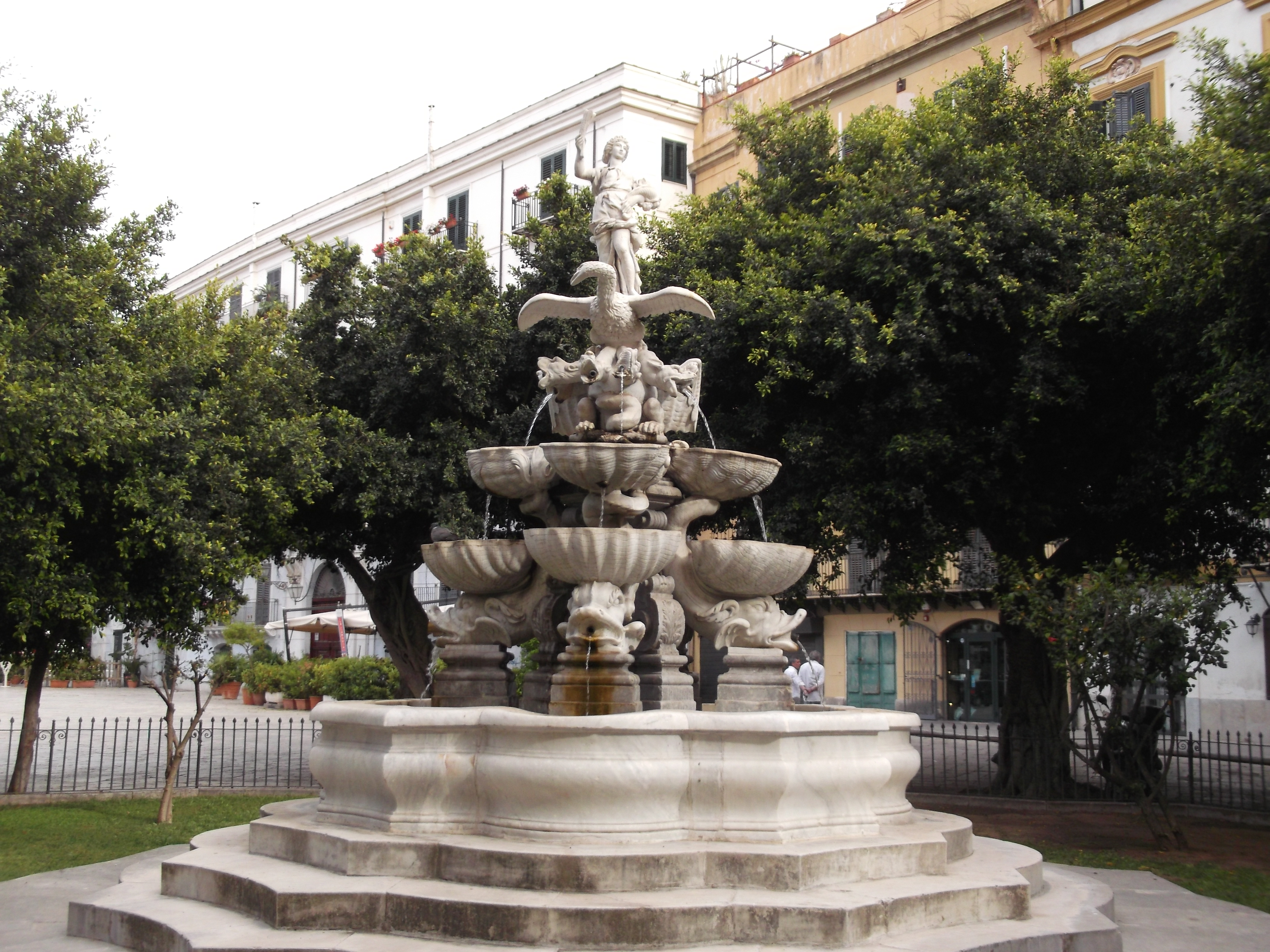
Vista frontale
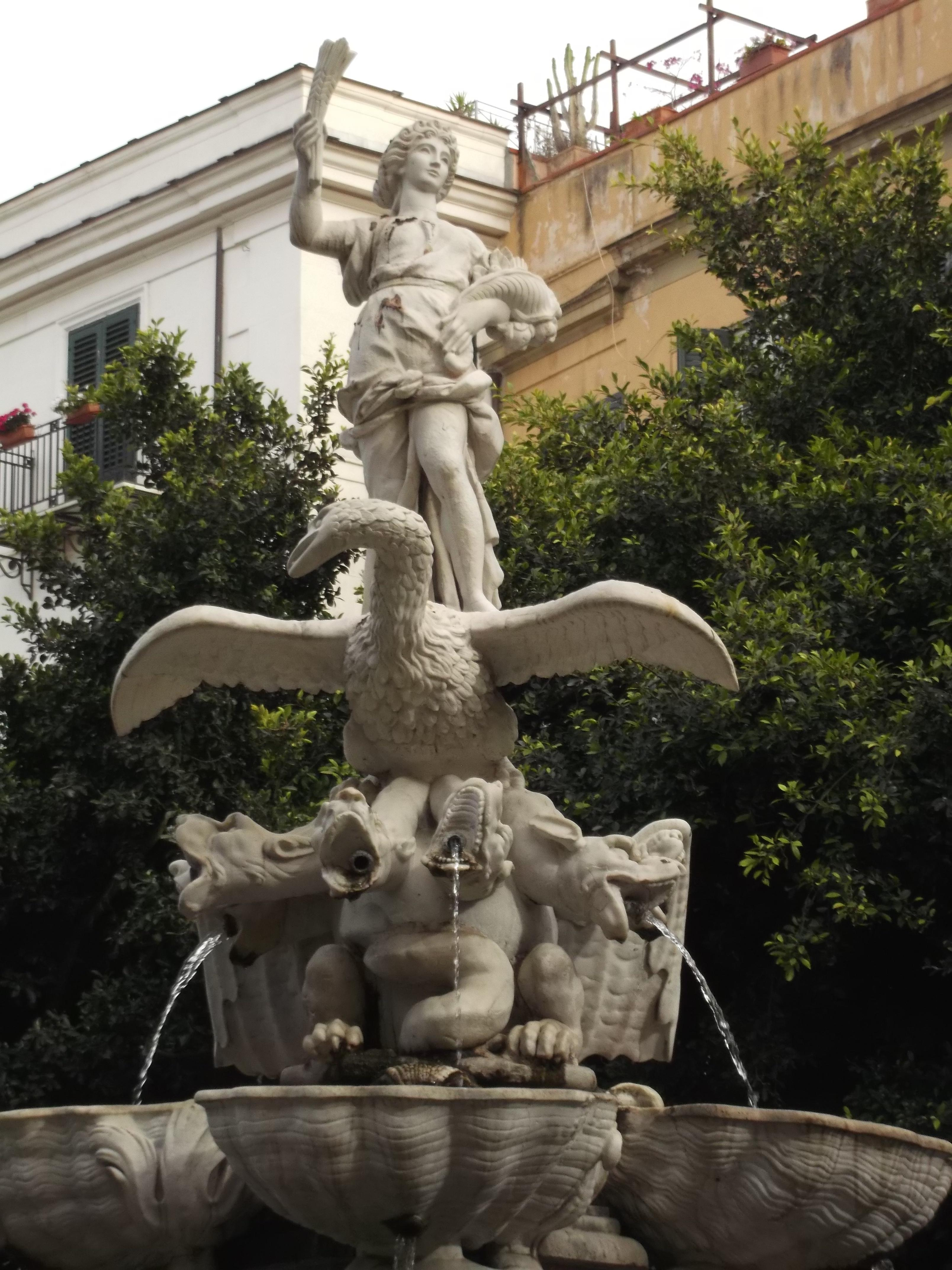
Elevazione centrale, dettaglio
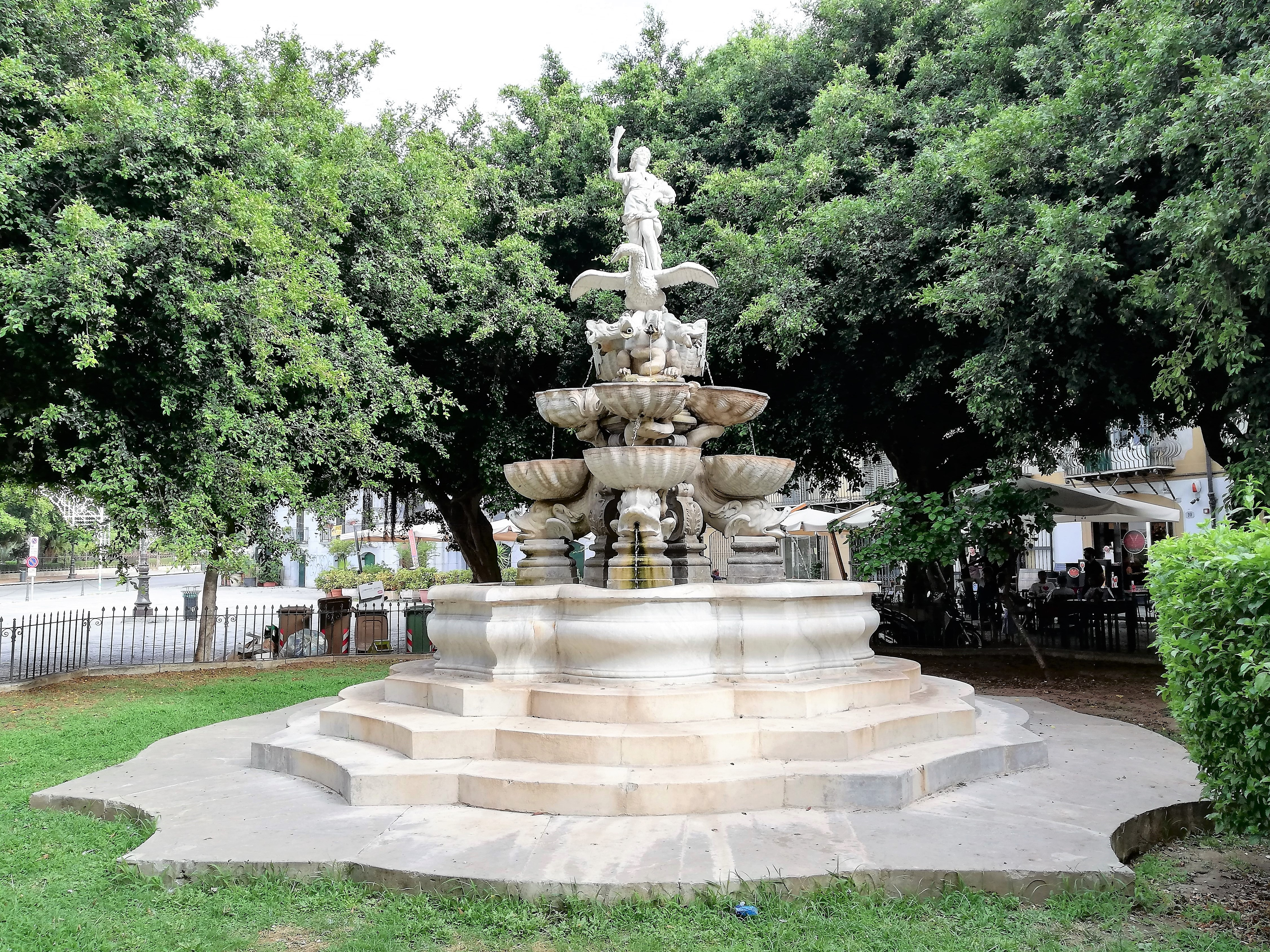